# Кудрявское кладбище
Кудрявское кладбище (Старокиевское) — бывшее кладбище Киева, которое было расположено возле деревянной Вознесенской церкви на окраине Кудрявца для захоронения жителей Верхнего города (теперь территория домов 44, 46, 48 по улице Сечевых Стрельцов).

## История
Кладбище создано как городское в конце XVIII века. В 1832 году, в связи с разрастанием города и проведением его реконструкции, было создано ещё несколько городских кладбищ, а Кудрявское было ликвидировано. Однако, вокруг новопостроенной каменной Вознесенской церкви образовалось стихийное кладбище на церковном погосте (несмотря на запрет городских властей от 1871 года). Захоронения производились до 1920-х годов, пока церковь не перестала функционировать. Полностью церковь и кладбище уничтожили в 1930-е годы, часть захоронений родственники перенесли на Лукьяновское кладбище.